# Break (snooker)
Pour les articles homonymes, voir Break.
En snooker, un break est une série d'empochages consécutifs auquel on attribue la somme des valeurs des billes empochées durant ce break. Le joueur doit d'abord empocher une rouge qui vaut un point, puis l'une des six couleurs qui ont des valeurs de 2 à 7 points, puis une rouge, une couleur, etc. Tant qu'il y a des rouges sur la table, on replace les billes de couleurs sur la table. Chaque fois qu'il rentre une bille, le joueur continue de jouer. S'il manque son coup ou fait une faute, le break s'arrête. Break n'est pas synonyme de score final du joueur mais seuls les points marqués d'affilée sans manquer de coup sont comptés. Si l'adversaire fait une faute, ses points comptent dans le score du joueur mais pas dans son break. Chaque fois que le joueur revient à la table son break recommence à zéro.
Lorsqu'un joueur marque 50 points de suite, il réalise un demi-century.

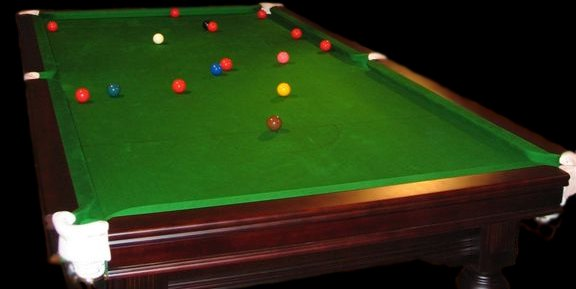
Un break en cours

## Century
Il est possible de marquer plus de cent points à la suite. Cette performance est nommée century, de  l'anglais siècle ou plus généralement cent points dans le domaine du sport. Voici la liste des joueurs qui ont réalisé le plus grand nombre de centuries en compétition (les joueurs qui ne sont plus en activité sont grisés, le cas échéant) :
| Rang | Joueur            | Nombre de centuries |
| ---- | ----------------- | ------------------- |
| 1    | Ronnie O'Sullivan | 1 300               |
| 2    | Judd Trump        | 1 094               |
| 3    | John Higgins      | 1 039               |
| 4    | Neil Robertson    | 993                 |
| 5    | Mark Selby        | 900                 |
| 6    | Stephen Hendry    | 777                 |
| 7    | Shaun Murphy      | 717                 |
| 8    | Ding Junhui       | 701                 |
| 9    | Mark Williams     | 670                 |
| 10   | Mark Allen        | 666                 |
| 11   | Stuart Bingham    | 615                 |
| 12   | Marco Fu          | 542                 |
| 13   | Stephen Maguire   | 532                 |
| 14   | Kyren Wilson      | 524                 |
| 15   | Barry Hawkins     | 502                 |
| 16   | Ryan Day          | 482                 |
| 17   | Ali Carter        | 447                 |
| 18   | David Gilbert     | 425                 |
| 19   | Ricky Walden      | 390                 |
| 20   | Joe Perry         | 378                 |

## Break maximum ou break royal
Au snooker, on appelle break maximum ou break royal le plus grand break réalisable.

### Break maximum (147 points)
Le plus grand break réalisable sans faute de l'adversaire est de 147 points :
- quinze fois de suite la bille rouge suivie de la bille noire : 15 × (1 + 7) = 120
- ensuite les six billes de couleur : 2 + 3 + 4 + 5 + 6 + 7 = 27
- Total : 120 + 27 = 147

Ronnie O'Sullivan détient le record du plus grand nombre de breaks maximum en compétitions officielles avec dix-sept breaks de 147 points et possède le break le plus rapide en à peine 5 minutes et 20 secondes contre son compatriote Mick Price.
Le record dans une même partie est détenu par Adrian Gunnell, qui a effectué trois breaks maximum en quatre frames consécutives, durant une partie d'entraînement à Telford en 2003. Le 13 mars 2007, Ronnie O'Sullivan a réalisé deux breaks maximum contre des joueurs locaux durant un match d'exhibition à Cornwall. Peter Ebdon a réalisé deux breaks maximum consécutifs dans un match d'exhibition à Bournemouth contre Steve Davis en 2000. Le 19 mai 2018, Shaun Murphy a réussi deux breaks royaux en l'espace de trois manches à l'occasion d'un match d'exhibition contre Jimmy White à Budapest. Jackson Page devient le premier joueur dans l'histoire du snooker à compiler deux breaks maximums lors d'un même match d'un tournoi classé, lors des qualifications du championnat du monde 2025,. Il est également le premier joueur à empocher le bonus de 147 000 £ alloué à un joueur qui réalise deux breaks de 147 points dans les tournois de la Triple Couronne d'une même saison.
La première femme à réaliser un 147 est la Thaïlandaise Nutcharut Wongharuthai lors d'un match à Bangkok le 11 mars 2019.
Plusieurs joueurs ont raté devant les caméras la dernière bille noire d'un break maximum :

- Robin Hull aux qualifications du championnat du monde en 1999
- Ken Doherty en finale du Masters en 2000
- Barry Pinches lors du PTC no 2 en 2011
- Mark Selby lors de l'Open de Chine en 2013
- Michael White aux qualifications de l'Open d'Australie en 2013
- Thepchaiya Un-Nooh lors du championnat du Royaume-Uni en 2015, lors des qualifications du championnat du monde en 2016 et lors des qualifications du championnat international en 2024
- Liang Wenbo aux qualifications du championnat du monde 2018
- Joe O'Connor et Jack Lisowski lors du championnat de la ligue 2025 (à un jour d'intervalle)

Symboliquement, c'est David Gilbert qui a réalisé le 147e break maximum.
Le tableau ci-après est une liste de tous les « 147 » recensés dans des compétitions professionnelles,,.
- Breaks télévisés
- Breaks réalisés en qualifications (non télévisés)

| no  | Date               | Joueur                    | Âge               | Adversaire                | Compétition                        | Vidéo         |
| --- | ------------------ | ------------------------- | ----------------- | ------------------------- | ---------------------------------- | ------------- |
| 01  | 11 janvier 1982    | Steve Davis               | 24 ans, 142 jours | John Spencer              | Classique Lada                     | [ video 1 ]   |
| 02  | 23 avril 1983      | Cliff Thorburn            | 35 ans, 97 jours  | Terry Griffiths           | Championnat du monde               | [ video 2 ]   |
| 03  | 28 janvier 1984    | Kirk Stevens              | 25 ans, 164 jours | Jimmy White               | Masters                            | [ video 3 ]   |
| 04  | 17 novembre 1987   | Willie Thorne             | 33 ans, 258 jours | Tommy Murphy              | Championnat du Royaume-Uni         |               |
| 05  | 20 février 1988    | Tony Meo                  | 28 ans, 139 jours | Stephen Hendry            | Première ligue                     |               |
| 06  | 24 septembre 1988  | Alain Robidoux            | 28 ans, 61 jours  | Jim Meadowcroft           | Open d'Europe                      |               |
| 07  | 18 février 1989    | Jackie Rea                | 37 ans, 75 jours  | Ian Black                 | Championnat d'Écosse professionnel |               |
| 08  | 8 mars 1989        | Cliff Thorburn (2)        | 41 ans, 51 jours  | Jimmy White               | Première ligue                     |               |
| 09  | 16 janvier 1991    | James Wattana             | 20 ans, 364 jours | Paul Dawkins              | Masters du monde                   |               |
| 010 | 5 juin 1991        | Peter Ebdon               | 20 ans, 282 jours | Wayne Martin              | Open Strachan                      |               |
| 011 | 25 février 1991    | James Wattana (2)         | 22 ans, 39 jours  | Tony Drago                | Open de Grande-Bretagne            | [ video 4 ]   |
| 012 | 12 avril 1992      | Jimmy White               | 29 ans, 356 jours | Tony Drago                | Championnat du monde               | [ video 5 ]   |
| 013 | 9 mai 1992         | John Parrott              | 27 ans, 364 jours | Tony Meo                  | Première ligue                     |               |
| 014 | 24 mai 1992        | Stephen Hendry            | 23 ans, 132 jours | Willie Thorne             | Première ligue                     |               |
| 015 | 14 novembre 1992   | Peter Ebdon (2)           | 22 ans, 79 jours  | Ken Doherty               | Championnat du Royaume-Uni         |               |
| 016 | 7 septembre 1994   | David McDonnell           | 22 ans, 331 jours | Nic Barrow                | Open de Grande-Bretagne            |               |
| 017 | 27 avril 1995      | Stephen Hendry (2)        | 26 ans, 104 jours | Jimmy White               | Championnat du monde               | [ video 6 ]   |
| 018 | 25 novembre 1995   | Stephen Hendry (3)        | 26 ans, 316 jours | Gary Wilkinson            | Championnat du Royaume-Uni         | [ video 7 ]   |
| 019 | 5 janvier 1997     | Stephen Hendry (4)        | 27 ans, 357 jours | Ronnie O'Sullivan         | Coupe des Champions                | [ video 8 ]   |
| 020 | 21 avril 1997      | Ronnie O'Sullivan         | 21 ans, 137 jours | Mick Price                | Championnat du monde               | [ video 9 ]   |
| 021 | 18 septembre 1997  | James Wattana (3)         | 27 ans, 244 jours | Pang Weiguo               | International de Chine             |               |
| 022 | 16 mai 1998        | Stephen Hendry (5)        | 29 ans, 123 jours | Ken Doherty               | Première ligue                     | [ video 10 ]  |
| 023 | 10 août 1998       | Adrian Gunnell            | 25 ans, 351 jours | Mario Wehrmann            | Masters de Thaïlande               |               |
| 024 | 13 août 1998       | Mehmet Husnu              | 26 ans, 19 jours  | Eddie Barker              | International de Chine             |               |
| 025 | 13 janvier 1999    | Jason Prince              | 28 ans, 210 jours | Ian Brumby                | Open de Grande-Bretagne            |               |
| 026 | 29 janvier 1999    | Ronnie O'Sullivan (2)     | 23 ans, 55 jours  | James Wattana             | Open du Pays de Galles             | [ video 11 ]  |
| 027 | 4 février 1999     | Stuart Bingham            | 22 ans, 259 jours | Barry Hawkins             | UK Tour - Epreuve 3                |               |
| 028 | 22 mars 1999       | Nick Dyson                | 29 ans, 93 jours  | Adrian Gunnell            | UK Tour - Epreuve 4                |               |
| 029 | 6 avril 1999       | Graeme Dott               | 21 ans, 329 jours | David Roe                 | Open de Grande-Bretagne            |               |
| 030 | 19 septembre 1999  | Stephen Hendry (6)        | 30 ans, 249 jours | Peter Ebdon               | Open de Grande-Bretagne            | [ video 12 ]  |
| 031 | 21 septembre 1999  | Barry Pinches             | 29 ans, 70 jours  | Joe Johnson               | Open du Pays de Galles             |               |
| 032 | 13 octobre 1999    | Ronnie O'Sullivan (3)     | 23 ans, 312 jours | Graeme Dott               | Grand Prix                         | [ video 13 ]  |
| 033 | 4 novembre 1999    | Karl Burrows              | 31 ans, 322 jours | Adrian Rosa               | Masters                            |               |
| 034 | 22 novembre 1999   | Stephen Hendry (7)        | 30 ans, 313 jours | Paul Wykes                | Championnat du Royaume-Uni         | [ video 14 ]  |
| 035 | 21 janvier 2000    | John Higgins              | 24 ans, 248 jours | Dennis Taylor             | Coupe des Nations                  | [ video 15 ]  |
| 036 | 24 mars 2000       | John Higgins (2)          | 24 ans, 311 jours | Jimmy White               | Masters d'Irlande                  | [ video 16 ]  |
| 037 | 28 mars 2000       | Stephen Maguire           | 19 ans, 15 jours  | Phaitoon Phonbun          | Open d'Écosse                      |               |
| 038 | 5 avril 2000       | Ronnie O'Sullivan (4)     | 24 ans, 122 jours | Quinten Hann              | Open d'Écosse                      | [ video 17 ]  |
| 039 | 25 octobre 2000    | Marco Fu                  | 22 ans, 291 jours | Ken Doherty               | Masters d'Écosse                   | [ video 18 ]  |
| 040 | 7 novembre 2000    | David McLellan            | 30 ans, 302 jours | Steve Meakin              | Masters                            |               |
| 041 | 9 novembre 2000    | Nick Dyson (2)            | 30 ans, 336 jours | Robert Milkins            | Championnat du Royaume-Uni         |               |
| 042 | 25 février 2001    | Stephen Hendry (8)        | 32 ans, 43 jours  | Mark Williams             | Grand Prix de Malte                | [ video 19 ]  |
| 043 | 17 octobre 2001    | Ronnie O'Sullivan (5)     | 25 ans, 316 jours | Drew Henry                | Coupe LG                           | [ video 20 ]  |
| 044 | 12 novembre 2001   | Shaun Murphy              | 19 ans, 94 jours  | Adrian Rosa               | Masters                            |               |
| 045 | 28 octobre 2002    | Tony Drago                | 37 ans, 36 jours  | Stuart Bingham            | Masters                            |               |
| 046 | 22 avril 2003      | Ronnie O'Sullivan (6)     | 27 ans, 138 jours | Marco Fu                  | Championnat du monde               | [ video 21 ]  |
| 047 | 12 octobre 2003    | John Higgins (3)          | 28 ans, 147 jours | Mark Williams             | Coupe LG                           | [ video 22 ]  |
| 048 | 12 novembre 2003   | John Higgins (4)          | 28 ans, 178 jours | Michael Judge             | Open de Grande-Bretagne            | [ video 23 ]  |
| 049 | 4 octobre 2004     | John Higgins (5)          | 29 ans, 139 jours | Ricky Walden              | Grand Prix                         | [ video 24 ]  |
| 050 | 17 novembre 2004   | David Gray                | 25 ans, 282 jours | Mark Selby                | Championnat du Royaume-Uni         |               |
| 051 | 20 avril 2005      | Mark Williams             | 30 ans, 30 jours  | Robert Milkins            | Championnat du monde               | [ video 25 ]  |
| 052 | 22 novembre 2005   | Stuart Bingham (2)        | 29 ans, 185 jours | Marcus Campbell           | Masters                            |               |
| 053 | 14 mars 2006       | Robert Milkins            | 30 ans, 8 jours   | Mark Selby                | Championnat du monde               |               |
| 054 | 23 octobre 2006    | Jamie Cope                | 21 ans, 41 jours  | Michael Holt              | Grand Prix                         |               |
| 055 | 14 janvier 2007    | Ding Junhui               | 19 ans, 288 jours | Anthony Hamilton          | Masters                            | [ video 26 ]  |
| 056 | 15 février 2007    | Andrew Higginson          | 29 ans, 64 jours  | Ali Carter                | Open du Pays de Galles             | [ video 27 ]  |
| 057 | 19 septembre 2007  | Jamie Burnett             | 32 ans, 3 jours   | Liu Song                  | Grand Prix                         |               |
| 058 | 14 octobre 2007    | Tom Ford                  | 24 ans, 58 jours  | Steve Davis               | Grand Prix                         |               |
| 059 | 8 novembre 2007    | Ronnie O'Sullivan (7)     | 31 ans, 338 jours | Ali Carter                | Trophée d'Irlande du Nord          | [ video 28 ]  |
| 060 | 15 décembre 2007   | Ronnie O'Sullivan (8)     | 32 ans, 10 jours  | Mark Selby                | Championnat du Royaume-Uni         | [ video 29 ]  |
| 061 | 29 mars 2008       | Stephen Maguire (2)       | 27 ans, 16 jours  | Ryan Day                  | Open de Chine                      | [ video 30 ]  |
| 062 | 28 avril 2008      | Ronnie O'Sullivan (9)     | 32 ans, 145 jours | Mark Williams             | Championnat du monde               | [ video 31 ]  |
| 063 | 29 avril 2008      | Ali Carter                | 28 ans, 279 jours | Peter Ebdon               | Championnat du monde               | [ video 32 ]  |
| 064 | 2 octobre 2008     | Jamie Cope (2)            | 23 ans, 20 jours  | Mark Williams             | Masters de Shanghai                | [ video 33 ]  |
| 065 | 29 octobre 2008    | Liang Wenbo               | 21 ans, 238 jours | Martin Gould              | Championnat de Bahrain             |               |
| 066 | 8 novembre 2008    | Marcus Campbell           | 36 ans, 47 jours  | Ahmed Basheer Al-Khusaibi | Championnat de Bahrain             |               |
| 067 | 16 décembre 2008   | Ding Junhui (2)           | 21 ans, 259 jours | John Higgins              | Championnat du Royaume-Uni         | [ video 34 ]  |
| 068 | 28 avril 2009      | Stephen Hendry (9)        | 40 ans, 105 jours | Shaun Murphy              | Championnat du monde               | [ video 35 ]  |
| 069 | 5 juin 2009        | Mark Selby                | 25 ans, 351 jours | Joe Perry                 | Classique de Jiangsu               |               |
| 070 | 1er avril 2010     | Neil Robertson            | 28 ans, 49 jours  | Peter Ebdon               | Open de Chine                      | [ video 36 ]  |
| 071 | 25 juin 2010       | Kurt Maflin               | 26 ans, 321 jours | Michal Zielinski          | Épreuve 1 de Sheffield             |               |
| 072 | 6 août 2010        | Barry Hawkins             | 31 ans, 105 jours | James McGouran            | Épreuve 3 de Sheffield             |               |
| 073 | 20 septembre 2010  | Ronnie O'Sullivan (10)    | 34 ans, 289 jours | Mark King                 | Open mondial                       | [ video 37 ]  |
| 074 | 22 octobre 2010    | Thanawat Thirapongpaiboon | 16 ans, 312 jours | Barry Hawkins             | Masters de la Rhin-Main            |               |
| 075 | 23 octobre 2010    | Mark Williams (2)         | 35 ans, 216 jours | Diana Schuler             | Masters de la Rhin-Main            | [ video 38 ]  |
| 076 | 19 novembre 2010   | Rory McLeod               | 39 ans, 238 jours | Issara Kachaiwong         | Classique de Prague                |               |
| 077 | 17 février 2011    | Stephen Hendry (10)       | 42 ans, 35 jours  | Stephen Maguire           | Open du Pays de Galles             | [ video 39 ]  |
| 078 | 26 août 2011       | Ronnie O'Sullivan (11)    | 35 ans, 264 jours | Adam Duffy                | Classique Paul Hunter              | [ video 40 ]  |
| 079 | 22 novembre 2011   | Mike Dunn                 | 40 ans, 2 jours   | Kurt Maflin               | Masters d'Allemagne                |               |
| 080 | 27 novembre 2011   | David Gray (2)            | 32 ans, 291 jours | Robbie Williams           | Épreuve 4 de Sheffield             |               |
| 081 | 29 novembre 2011   | Ricky Walden              | 29 ans, 18 jours  | Gareth Allen              | Épreuve 4 de Sheffield             | [ video 41 ]  |
| 082 | 15 décembre 2011   | Matthew Stevens           | 32 ans, 95 jours  | Michael Wasley            | Open FFB                           |               |
| 083 | 15 décembre 2011   | Ding Junhui (3)           | 24 ans, 258 jours | Brandon Winstone          | Open FFB                           |               |
| 084 | 17 décembre 2011   | Ding Junhui (4)           | 24 ans, 260 jours | James Cahill              | Épreuve 5 de Sheffield             | [ video 42 ]  |
| 085 | 18 décembre 2011   | Jamie Cope (3)            | 26 ans, 97 jours  | Kurt Maflin               | Épreuve 5 de Sheffield             |               |
| 086 | 14 janvier 2012    | Marco Fu (2)              | 34 ans, 6 jours   | Matthew Selt              | Open mondial                       | [ video 43 ]  |
| 087 | 11 avril 2012      | Robert Milkins (2)        | 36 ans, 36 jours  | Xiao Guodong              | Championnat du monde               | [ video 44 ]  |
| 088 | 21 avril 2012      | Stephen Hendry (11)       | 43 ans, 99 jours  | Stuart Bingham            | Championnat du monde               | [ video 45 ]  |
| 089 | 1er juillet 2012   | Stuart Bingham (3)        | 36 ans, 41 jours  | Ricky Walden              | Classique de Wuxi                  | [ video 46 ]  |
| 090 | 24 août 2012       | Ken Doherty               | 42 ans, 342 jours | Julian Treiber            | Classique Paul Hunter              |               |
| 091 | 23 septembre 2012  | John Higgins (6)          | 37 ans, 128 jours | Judd Trump                | Masters de Shanghai                | [ video 47 ]  |
| 092 | 16 novembre 2012   | Tom Ford (2)              | 29 ans, 91 jours  | Matthew Stevens           | Open de Bulgarie                   | [ video 48 ]  |
| 093 | 21 novembre 2012   | Andy Hicks                | 39 ans, 103 jours | Daniel Wells              | Championnat du Royaume-Uni         |               |
| 094 | 22 novembre 2012   | Jack Lisowski             | 21 ans, 150 jours | Chen Zhe                  | Championnat du Royaume-Uni         |               |
| 095 | 5 décembre 2012    | John Higgins (7)          | 37 ans, 201 jours | Mark Davis                | Championnat du Royaume-Uni         | [ video 49 ]  |
| 096 | 14 décembre 2012   | Kurt Maflin (2)           | 29 ans, 128 jours | Stuart Carrington         | Open d'Écosse                      |               |
| 097 | 16 mars 2013       | Ding Junhui (5)           | 25 ans, 349 jours | Mark Allen                | Championnat du circuit des joueurs | [ video 50 ]  |
| 098 | 28 mai 2013        | Neil Robertson (2)        | 31 ans, 106 jours | Mohamed Khairy            | Classique de Wuxi                  | [ video 51 ]  |
| 099 | 15 novembre 2013   | Judd Trump                | 24 ans, 87 jours  | Mark Selby                | Open d'Anvers                      |               |
| 100 | 7 décembre 2013    | Mark Selby (2)            | 30 ans, 171 jours | Ricky Walden              | Championnat du Royaume-Uni         | [ video 52 ]  |
| 101 | 11 décembre 2013   | Dechawat Poomjaeng        | 35 ans, 153 jours | Zak Surety                | Masters d'Allemagne                |               |
| 102 | 12 décembre 2013   | Gary Wilson               | 28 ans, 123 jours | Ricky Walden              | Masters d'Allemagne                |               |
| 103 | 8 janvier 2014     | Shaun Murphy (2)          | 31 ans, 151 jours | Mark Davis                | Championnat de la ligue            | [ video 53 ]  |
| 104 | 9 février 2014     | Shaun Murphy (3)          | 31 ans, 183 jours | Jamie Jones               | Open de Gdynia                     | [ video 54 ]  |
| 105 | 2 mars 2014        | Ronnie O'Sullivan (12)    | 38 ans, 87 jours  | Ding Junhui               | Open du Pays de Galles             | [ video 55 ]  |
| 106 | 22 août 2014       | Aditya Mehta              | 28 ans, 295 jours | Stephen Maguire           | Classique Paul Hunter              |               |
| 107 | 23 octobre 2014    | Ryan Day                  | 34 ans, 214 jours | Cao Yupeng                | Open de Haining                    | [ video 56 ]  |
| 108 | 23 novembre 2014   | Shaun Murphy (4)          | 32 ans, 105 jours | Robert Milkins            | Open de la Ruhr                    | [ video 57 ]  |
| 109 | 4 décembre 2014    | Ronnie O'Sullivan (13)    | 38 ans, 364 jours | Matthew Selt              | Championnat du Royaume-Uni         | [ video 58 ]  |
| 110 | 12 décembre 2014   | Ben Woollaston            | 27 ans, 212 jours | Joe Steele                | Open de Lisbonne                   |               |
| 111 | 5 janvier 2015     | Barry Hawkins (2)         | 35 ans, 257 jours | Stephen Maguire           | Championnat de la ligue            | [ video 59 ]  |
| 112 | 11 janvier 2015    | Marco Fu (3)              | 37 ans, 3 jours   | Stuart Bingham            | Masters                            | [ video 60 ]  |
| 113 | 6 février 2015     | Judd Trump (2)            | 25 ans, 170 jours | Mark Selby                | Masters d'Allemagne                | [ video 61 ]  |
| 114 | 10 février 2015    | David Gilbert             | 33 ans, 243 jours | Xiao Guodong              | Championnat de la ligue            | [ video 62 ]  |
| 115 | 6 décembre 2015    | Neil Robertson (3)        | 33 ans, 298 jours | Liang Wenbo               | Championnat du Royaume-Uni         | [ video 63 ]  |
| 116 | 11 décembre 2015   | Marco Fu (4)              | 37 ans, 337 jours | Sam Baird                 | Open de Gibraltar                  | [ video 64 ]  |
| 117 | 19 février 2016    | Ding Junhui (6)           | 28 ans, 324 jours | Neil Robertson            | Open du Pays de Galles             | [ video 65 ]  |
| 118 | 25 février 2016    | Fergal O'Brien            | 43 ans, 354 jours | Mark Davis                | Championnat de la ligue            | [ video 66 ]  |
| 119 | 27 août 2016       | Thepchaiya Un-Nooh        | 31 ans, 131 jours | Kurt Maflin               | Classique Paul Hunter              | [ video 67 ]  |
| 120 | 20 septembre 2016  | Stephen Maguire (3)       | 35 ans, 191 jours | Yi Chen Xu                | Masters de Shanghai                |               |
| 121 | 28 septembre 2016  | Shaun Murphy (5)          | 34 ans, 49 jours  | Allan Taylor              | Masters d'Europe                   | [ video 68 ]  |
| 122 | 11 octobre 2016    | Alfie Burden              | 39 ans, 302 jours | Daniel Wells              | Open d'Angleterre                  |               |
| 123 | 16 novembre 2016   | John Higgins (8)          | 41 ans, 182 jours | Sam Craigie               | Open d'Irlande du Nord             | [ video 69 ]  |
| 124 | 27 novembre 2016   | Mark Allen                | 30 ans, 279 jours | Rod Lawler                | Championnat du Royaume-Uni         |               |
| 125 | 8 décembre 2016    | Ali Carter (2)            | 37 ans, 136 jours | Wang Yuchen               | Masters d'Allemagne                |               |
| 126 | 8 décembre 2016    | Ross Muir                 | 21 ans, 63 jours  | Itaro Santos              | Masters d'Allemagne                |               |
| 127 | 10 janvier 2017    | Mark Davis                | 44 ans, 151 jours | Neil Robertson            | Championnat de la ligue            | [ video 70 ]  |
| 128 | 1er février 2017   | Tom Ford (3)              | 33 ans, 168 jours | Peter Ebdon               | Masters d'Allemagne                | [ video 71 ]  |
| 129 | 2 mars 2017        | Mark Davis (2)            | 44 ans, 202 jours | John Higgins              | Championnat de la ligue            | [ video 72 ]  |
| 130 | 30 mars 2017       | Judd Trump (3)            | 27 ans, 222 jours | Tian Pengfei              | Open de Chine                      | [ video 73 ]  |
| 131 | 6 avril 2017       | Gary Wilson (2)           | 31 ans, 238 jours | Josh Boileau              | Championnat du monde               |               |
| 132 | 18 octobre 2017    | Liang Wenbo (2)           | 25 ans, 299 jours | Tom Ford                  | Open d'Angleterre                  | [ video 74 ]  |
| 133 | 31 octobre 2017    | Kyren Wilson              | 32 ans, 81 jours  | Martin Gould              | Championnat international          | [ video 75 ]  |
| 134 | 12 décembre 2017   | Cao Yupeng                | 27 ans, 46 jours  | Andrew Higginson          | Open d'Écosse                      | [ video 76 ]  |
| 135 | 26 janvier 2018    | Martin Gould              | 27 ans, 91 jours  | Li Hang                   | Championnat de la ligue            | [ video 77 ]  |
| 136 | 26 mars 2018       | Luca Brecel               | 23 ans, 18 jours  | John Higgins              | Championnat de la ligue            | [ video 78 ]  |
| 137 | 3 avril 2018       | Ronnie O'Sullivan (14)    | 42 ans, 119 jours | Elliot Slessor            | Open de Chine                      | [ video 79 ]  |
| 138 | 4 avril 2018       | Stuart Bingham (4)        | 41 ans, 318 jours | Ricky Walden              | Open de Chine                      | [ video 80 ]  |
| 139 | 12 avril 2018      | Liang Wenbo (3)           | 26 ans, 110 jours | Rod Lawler                | Championnat du monde               | [ video 81 ]  |
| 140 | 24 août 2018       | Michael Georgiou          | 30 ans, 218 jours | Umut Dikme                | Classique Paul Hunter              |               |
| 141 | 24 août 2018       | Jamie Jones               | 30 ans, 191 jours | Lee Walker                | Classique Paul Hunter              |               |
| 142 | 16 octobre 2018    | Thepchaiya Un-Nooh (2)    | 33 ans, 181 jours | Soheil Vahedi             | Open d'Angleterre                  | [ video 82 ]  |
| 143 | 17 octobre 2018    | Ronnie O'Sullivan (15)    | 42 ans, 316 jours | Allan Taylor              | Open d'Angleterre                  | [ video 83 ]  |
| 144 | 8 novembre 2018    | Mark Selby (3)            | 35 ans, 142 jours | Neil Robertson            | Champion des champions             | [ video 84 ]  |
| 145 | 12 décembre 2018   | John Higgins (9)          | 43 ans, 208 jours | Gerard Greene             | Open d'Écosse                      | [ video 85 ]  |
| 146 | 21 décembre 2018   | Judd Trump (4)            | 29 ans, 123 jours | Lukas Kleckers            | Masters d'Allemagne                | [ video 86 ]  |
| 147 | 22 janvier 2019    | David Gilbert (2)         | 37 ans, 224 jours | Stephen Maguire           | Championnat de la ligue            | [ video 87 ]  |
| 148 | 12 février 2019    | Neil Robertson (4)        | 37 ans, 1 jour    | Jordan Brown              | Open du Pays de Galles             | [ video 88 ]  |
| 149 | 14 février 2019    | Noppon Saengkham          | 26 ans, 214 jours | Mark Selby                | Open du Pays de Galles             | [ video 89 ]  |
| 150 | 28 février 2019    | Zhou Yuelong              | 21 ans, 35 jours  | Lyu Haotian               | Open d'Inde                        |               |
| 151 | 4 avril 2019       | Stuart Bingham (5)        | 42 ans, 318 jours | Peter Ebdon               | Open de Chine                      | [ video 90 ]  |
| 152 | 17 juin 2019       | Tom Ford (4)              | 35 ans, 304 jours | Fraser Patrick            | Championnat international          | [ video 91 ]  |
| 153 | 17 octobre 2019    | Tom Ford (5)              | 36 ans, 61 jours  | Shaun Murphy              | Open d'Angleterre                  | [ video 92 ]  |
| 154 | 12 novembre 2019   | Stuart Bingham (6)        | 43 ans, 175 jours | Lu Ning                   | Open d'Irlande du Nord             | [ video 93 ]  |
| 155 | 27 novembre 2019   | Barry Hawkins (3)         | 40 ans, 218 jours | Gerard Greene             | Championnat du Royaume-Uni         | [ video 94 ]  |
| 156 | 11 février 2020    | Kyren Wilson (2)          | 34 ans, 184 jours | Jackson Page              | Open du Pays de Galles             | [ video 95 ]  |
| 157 | 6 août 2020        | John Higgins (10)         | 45 ans, 80 jours  | Kurt Maflin               | Championnat du monde               | [ video 96 ]  |
| 158 | 13 septembre 2020  | Ryan Day (2)              | 40 ans, 174 jours | Rod Lawler                | Championnat de la ligue            | [ video 97 ]  |
| 159 | 30 octobre 2020    | John Higgins (11)         | 45 ans, 165 jours | Kyren Wilson              | Championnat de la ligue            | [ video 98 ]  |
| 160 | 10 novembre 2020   | Shaun Murphy (6)          | 38 ans, 92 jours  | Chen Zifan                | Masters d'Allemagne                | [ video 99 ]  |
| 161 | 18 novembre 2020   | Judd Trump (5)            | 31 ans, 90 jours  | Gao Yang                  | Open d'Irlande du Nord             | [ video 100 ] |
| 162 | 24 novembre 2020   | Kyren Wilson (3)          | 35 ans, 105 jours | Ashley Hugill             | Championnat du Royaume-Uni         | [ video 101 ] |
| 163 | 25 novembre 2020   | Stuart Bingham (7)        | 44 ans, 188 jours | Zak Surety                | Championnat du Royaume-Uni         | [ video 102 ] |
| 164 | 7 décembre 2020    | Zhou Yuelong (2)          | 22 ans, 318 jours | Peter Lines               | Open d'Écosse                      | [ video 103 ] |
| 165 | 4 janvier 2021     | Stuart Bingham (8)        | 44 ans, 228 jours | Thepchaiya Un-Nooh        | Championnat de la ligue            | [ video 104 ] |
| 166 | 20 janvier 2021    | Gary Wilson (3)           | 35 ans, 162 jours | Liam Highfield            | Séries professionnelles            | [ video 105 ] |
| 167 | 16 août 2021       | John Higgins (12)         | 46 ans, 90 jours  | Alexander Ursenbacher     | Open de Grande-Bretagne            | [ video 106 ] |
| 168 | 20 août 2021       | Ali Carter (3)            | 42 ans, 26 jours  | Elliot Slessor            | Open de Grande-Bretagne            | [ video 107 ] |
| 169 | 24 septembre 2021  | Xiao Guodong              | 32 ans, 226 jours | Fraser Patrick            | Open d'Écosse                      | [ video 108 ] |
| 170 | 10 octobre 2021    | Mark Allen (2)            | 35 ans, 230 jours | Si Jiahui                 | Open d'Irlande du Nord             | [ video 109 ] |
| 171 | 22 octobre 2021    | Thepchaiya Un-Nooh (3)    | 36 ans, 187 jours | Fan Zhengyi               | Masters d'Allemagne                | [ video 110 ] |
| 172 | 24 novembre 2021   | Gary Wilson (4)           | 36 ans, 105 jours | Ian Burns                 | Championnat du Royaume-Uni         | [ video 111 ] |
| 173 | 13 mars 2022       | Judd Trump (6)            | 32 ans, 205 jours | Matthew Selt              | Masters de Turquie                 | [ video 112 ] |
| 174 | 25 mars 2022       | Stuart Bingham (9)        | 45 ans, 308 jours | Gerard Greene             | Open de Gibraltar                  | [ video 113 ] |
| 175 | 11 avril 2022      | Graeme Dott (2)           | 44 ans, 334 jours | Pang Junxu                | Championnat du monde               | [ video 114 ] |
| 176 | 25 avril 2022      | Neil Robertson (5)        | 40 ans, 73 jours  | Jack Lisowski             | Championnat du monde               | [ video 115 ] |
| 177 | 16 juillet 2022    | Zhang Anda                | 30 ans, 203 jours | Anton Kazakov             | Masters d'Europe                   | [ video 116 ] |
| 178 | 17 juillet 2022    | Hossein Vafaei            | 27 ans, 275 jours | Ng On-yee                 | Masters d'Europe                   | [ video 117 ] |
| 179 | 29 septembre 2022  | Mark Selby (4)            | 39 ans, 102 jours | Jack Lisowski             | Open de Grande-Bretagne            | [ video 118 ] |
| 180 | 8 octobre 2022     | Marco Fu (5)              | 44 ans, 273 jours | John Higgins              | Masters de Hong Kong               | [ video 119 ] |
| 181 | 6 novembre 2022    | Judd Trump (7)            | 33 ans, 78 jours  | Ronnie O'Sullivan         | Champion des champions             | [ video 120 ] |
| 182 | 29 novembre 2022   | Judd Trump (8)            | 33 ans, 101 jours | Mitchell Mann             | Open d'Écosse                      | [ video 121 ] |
| 183 | 17 décembre 2022   | Mark Williams (3)         | 47 ans, 271 jours | Neil Robertson            | Open d'Angleterre                  | [ video 122 ] |
| 184 | 3 février 2023     | Robert Milkins (3)        | 46 ans, 334 jours | Chris Wakelin             | Masters d'Allemagne                | [ video 123 ] |
| 185 | 16 février 2023    | Shaun Murphy (7)          | 40 ans, 190 jours | Daniel Wells              | Open du pays de Galles             | [ video 124 ] |
| 186 | 20 mars 2023       | Thepchaiya Un-Nooh (4)    | 37 ans, 336 jours | Pang Junxu                | Classique de snooker               | [ video 125 ] |
| 187 | 30 mars 2023       | Ryan Day (3)              | 43 ans, 7 jours   | Mark Selby                | Championnat du circuit             | [ video 126 ] |
| 188 | 19 avril 2023      | Kyren Wilson (4)          | 31 ans, 117 jours | Ryan Day                  | Championnat du monde               | [ video 127 ] |
| 189 | 30 avril 2023      | Mark Selby (5)            | 39 ans, 315 jours | Luca Brecel               | Championnat du monde               | [ video 128 ] |
| 190 | 28 juillet 2023    | Sean O'Sullivan           | 29 ans, 90 jours  | Barry Hawkins             | Masters d'Europe                   | [ video 129 ] |
| 191 | 18 septembre 2023  | Ryan Day (4)              | 43 ans, 179 jours | Mink Nutcharut            | Championnat international          | [ video 130 ] |
| 192 | 12 novembre 2023   | Zhang Anda (2)            | 31 ans, 322 jours | Tom Ford                  | Championnat international          | [ video 131 ] |
| 193 | 19 novembre 2023   | Xu Si                     | 25 ans, 299 jours | Ma Hailong                | Championnat du Royaume-Uni         | [ video 132 ] |
| 194 | 7 décembre 2023    | Shaun Murphy (8)          | 41 ans, 119 jours | Bulcsú Révész             | Snooker Shoot-Out                  | [ video 133 ] |
| 195 | 8 janvier 2024     | Ding Junhui (7)           | 36 ans, 282 jours | Ronnie O'Sullivan         | Masters                            | [ video 134 ] |
| 196 | 13 janvier 2024    | Mark Allen (3)            | 37 ans, 325 jours | Mark Selby                | Masters                            | [ video 135 ] |
| 197 | 6 février 2024     | Kyren Wilson (5)          | 32 ans, 45 jours  | Tom Ford                  | Championnat de la ligue            | [ video 136 ] |
| 198 | 10 février 2024    | John Higgins (13)         | 48 ans, 268 jours | Fan Zhengyi               | Championnat de la ligue            | [ video 137 ] |
| 199 | 18 février 2024    | Gary Wilson (5)           | 38 ans, 191 jours | John Higgins              | Open du pays de Galles             | [ video 138 ] |
| 200 | 29 février 2024    | Joe O'Connor              | 28 ans, 113 jours | Elliot Slessor            | Championnat de la ligue            | [ video 139 ] |
| 201 | 18 mars 2024       | Zak Surety                | 32 ans, 166 jours | Ding Junhui               | Open mondial                       | [ video 140 ] |
| 202 | 15 avril 2024      | Noppon Saengkham (2)      | 31 ans, 276 jours | Andy Hicks                | Championnat du monde               | [ video 141 ] |
| 203 | 1er septembre 2024 | Noppon Saengkham (3)      | 32 ans, 48 jours  | Amir Sarkhosh             | Masters d'Arabie Saoudite          | [ video 142 ] |
| 204 | 13 septembre 2024  | Fan Zhengyi               | 23 ans, 232 jours | Liam Pullen               | Open d'Angleterre                  | [ video 143 ] |
| 205 | 26 septembre 2024  | Mark Allen (4)            | 38 ans, 217 jours | Ben Mertens               | Open de Grande-Bretagne            | [ video 144 ] |
| 206 | 11 octobre 2024    | Si Jiahui                 | 22 ans, 92 jours  | Judd Trump                | Open de Wuhan                      | [ video 145 ] |
| 207 | 5 novembre 2024    | Xu Si (2)                 | 26 ans, 286 jours | Ryan Day                  | Championnat international          | [ video 146 ] |
| 208 | 26 novembre 2024   | Zhang Anda (3)            | 32 ans, 337 jours | Lei Peifan                | Championnat du Royaume-Uni         | [ video 147 ] |
| 209 | 7 janvier 2025     | Jak Jones                 | 31 ans, 162 jours | Chris Wakelin             | Championnat de la ligue            | [ video 148 ] |
| 210 | 18 janvier 2025    | Shaun Murphy (9)          | 42 ans, 161 jours | Mark Allen                | Masters                            | [ video 149 ] |
| 211 | 25 janvier 2025    | David Gilbert (3)         | 43 ans, 227 jours | Zhou Yuelong              | Championnat de la ligue            | [ video 150 ] |
| 212 | 5 février 2025     | Mark Selby (6)            | 41 ans, 231 jours | Xiao Guodong              | Championnat de la ligue            | [ video 151 ] |
| 213 | 6 février 2025     | Xu Si (3)                 | 27 ans, 13 jours  | Bulcsú Révész             | Open du pays de Galles             | [ video 152 ] |
| 214 | 24 février 2025    | Shaun Murphy (10)         | 42 ans, 198 jours | Zhou Jinhao               | Open mondial                       | [ video 153 ] |
| 215 | 13 avril 2025      | Jackson Page              | 23 ans, 248 jours | Allan Taylor              | Championnat du monde               | [ video 154 ] |
| 216 | 14 avril 2025      | Jackson Page (2)          | 23 ans, 249 jours | Allan Taylor              | Championnat du monde               | [ video 155 ] |
| 217 | 28 avril 2025      | Mark Allen (5)            | 39 ans, 62 jours  | Chris Wakelin             | Championnat du monde               | [ video 156 ] |
| 218 | 17 juillet 2025    | Fan Zhengyi (2)           | 24 ans, 171 jours | Xu Si                     | Championnat de la ligue            | [ video 157 ] |
| 219 | 29 juillet 2025    | Zhang Anda (4)            | 33 ans, 216 jours | Ding Junhui               | Masters de Shanghai                | [ video 158 ] |
| 220 | 10 août 2025       | Thepchaiya Un-Nooh (5)    | 40 ans, 114 jours | Jordan Brown              | Masters d'Arabie Saoudite          | [ video 159 ] |
| 221 | 15 août 2025       | Ronnie O'Sullivan (16)    | 49 ans, 253 jours | Chris Wakelin             | Masters d'Arabie Saoudite          | [ video 160 ] |
| 222 | 15 août 2025       | Ronnie O'Sullivan (17)    | 49 ans, 253 jours | Chris Wakelin             | Masters d'Arabie Saoudite          | [ video 161 ] |

### Break maximum (statistiques)
| Joueur             | Nombre de 147 |
| ------------------ | ------------- |
| Ronnie O'Sullivan  | 17            |
| John Higgins       | 13            |
| Stephen Hendry     | 11            |
| Shaun Murphy       | 10            |
| Stuart Bingham     | 9             |
| Judd Trump         | 8             |
| Ding Junhui        | 7             |
| Mark Selby         | 6             |
| Tom Ford           | 5             |
| Neil Robertson     | 5             |
| Marco Fu           | 5             |
| Kyren Wilson       | 5             |
| Gary Wilson        | 5             |
| Mark Allen         | 5             |
| Thepchaiya Un-Nooh | 5             |
| Ryan Day           | 4             |
| Zhang Anda         | 4             |
| Total              | 124           |

| Tournoi                                                         | Nombre de 147 |
| --------------------------------------------------------------- | ------------- |
| Championnat du monde                                            | 23            |
| Championnat du Royaume-Uni                                      | 21            |
| Championnat du circuit des joueurs (hors Classique Paul Hunter) | 19            |
| Championnat de la ligue                                         | 19            |
| Open du Pays de Galles                                          | 12            |
| Masters d'Allemagne                                             | 11            |
| Masters                                                         | 11            |
| Open de Grande-Bretagne                                         | 10            |
| Open d'Écosse                                                   | 8             |
| Open d'Angleterre                                               | 7             |
| Classique Paul Hunter                                           | 6             |
| Open de Chine                                                   | 6             |
| Première ligue                                                  | 5             |
| Grand Prix                                                      | 5             |
| Championnat international                                       | 5             |
| Total                                                           | 168           |

| Période   | Nombre de 147 |
| --------- | ------------- |
| 1980-1984 | 3             |
| 1985-1989 | 5             |
| 1990-1994 | 8             |
| 1995-1999 | 18            |
| 2000-2004 | 16            |
| 2005-2009 | 19            |
| 2010-2014 | 41            |
| 2015-2019 | 45            |
| 2020-2024 | 53            |
| 2025-2029 | 14            |
| Total     | 222           |

### Break maximum avec faute de l'adversaire (supérieur à147 points)
Si un joueur commet une faute en laissant les quinze billes rouges sur la table, et laisse son adversaire en position de snooker, celui-ci peut choisir de nommer une bille de couleur, appelée free ball, considérée alors comme une rouge. Puisque cette bille de couleur sera remise sur la table, il est possible de réaliser un break de plus de 147 points ; si la bille de couleur suivant la free ball était la noire, le break le plus élevé possible serait de 155.
Jamie Cope a réalisé un break de 155 points en 2005 durant un match d'échauffement. En 2021, Thepchaiya Un-Nooh est devenu le deuxième joueur à atteindre ce score, lors d'un match d'entraînement, et le premier filmé,. En octobre 2019, Mark Allen a réalisé un break de 149 points en entrainement avec son compatriote Declan Lavery, selon les informations publiées sur son compte Twitter. En novembre 2020, Marco Fu a réalisé un break de 148 points, également en entrainement.
Au moins trois breaks de plus de 147 points ont été homologués :
- Wally West a réalisé un break de 151 points en finale d'une compétition de club à Hounslow en 1976.
- Un break de 149, réalisé par Tony Drago en 1998 à West Norwood, en Angleterre est enregistré comme le plus élevé par le Livre Guinness des records. Pour ce faire, Drago a choisi la bille marron comme free ball, pour marquer un point ; il a ensuite empoché la bille marron encore une fois, pour marquer quatre points de plus ; il a enfin empoché les quinze billes rouges avec treize noires, une rose et une bleue et enfin les six billes de couleur.
- En octobre 2004, pendant les qualifications du championnat du monde, Jamie Burnett a réalisé un break de 148 points[157]. Il est alors devenu le premier joueur à réaliser un break excédant 147 points durant un match professionnel.

## Vidéos
1. ↑  (en) [vidéo] « Steve Davis, Lada Classic, 1982 », sur YouTube
2. ↑  (en) [vidéo] « Cliff Thorburn, World Championship, 1983 », sur YouTube
3. ↑  (en) [vidéo] « Kirk Stevens, Masters, 1984 », sur YouTube
4. ↑  (en) [vidéo] « James Wattana, British Open, 1992 », sur YouTube
5. ↑  (en) [vidéo] « Jimmy White, World Championship 1992 », sur YouTube
6. ↑  (en) [vidéo] « Stephen Hendry, World Championship, 1995 », sur YouTube
7. ↑  (en) [vidéo] « Stephen Hendry, UK Championship, 1995 », sur YouTube
8. ↑  (en) [vidéo] « Stephen Hendry, Charity Challenge, 1997 », sur YouTube
9. ↑  (en) [vidéo] « Ronnie O'Sullivan, World Championship, 1997 », sur YouTube
10. ↑  (en) [vidéo] « Stephen Hendry, Premier League, 1998 », sur YouTube
11. ↑  (en) [vidéo] « Ronnie O'Sullivan, Welsh Open, 1999 », sur YouTube
12. ↑  (en) [vidéo] « Stephen Hendry, British Open, 1999 », sur YouTube
13. ↑  (en) [vidéo] « Ronnie O'Sullivan, Grand Prix, 1999 », sur YouTube
14. ↑  (en) [vidéo] « Stephen Hendry, UK Championship, 1999 », sur YouTube
15. ↑  (en) [vidéo] « John Higgins, Nations Cup, 2000 », sur YouTube
16. ↑  (en) [vidéo] « John Higgins, Irish Masters, 2000 », sur YouTube
17. ↑  (en) [vidéo] « Ronnie O'Sullivan, Scottish Open, 2000 », sur YouTube
18. ↑  (en) [vidéo] « Marco Fu, Scottish Masters, 2000 », sur YouTube
19. ↑  (en) [vidéo] « Stephen Hendry, Malta Grand Prix, 2001 », sur YouTube
20. ↑  (en) [vidéo] « Ronnie O'Sullivan, LG Cup, 2001 », sur YouTube
21. ↑  (en) [vidéo] « Ronnie O'Sullivan, World Championship, 2003 », sur YouTube
22. ↑  (en) [vidéo] « John Higgins, LG Cup, 2003 », sur YouTube
23. ↑  (en) [vidéo] « John Higgins, British Open, 2003 », sur YouTube
24. ↑  (en) [vidéo] « John Higgins, Grand Prix, 2004 », sur YouTube
25. ↑  (en) [vidéo] « Mark Williams, World Championship, 2005 », sur YouTube
26. ↑  (en) [vidéo] « Ding Junhui, Masters, 2007 », sur YouTube
27. ↑  (en) [vidéo] « Andrew Higginson, Welsh Open, 2007 », sur YouTube
28. ↑  (en) [vidéo] « Ronnie O'Sullivan, Northern Ireland Trophy, 2007 », sur YouTube
29. ↑  (en) [vidéo] « Ronnie O'Sullivan, UK Championship, 2007 », sur YouTube
30. ↑  (en) [vidéo] « Stephen Maguire, China Open, 2008 », sur YouTube
31. ↑  (en) [vidéo] « Ronnie O'Sullivan, World Championship, 2008 », sur YouTube
32. ↑  (en) [vidéo] « Ali Carter, World Championship, 2008 », sur YouTube
33. ↑  (en) [vidéo] « Jamie Cope, Shanghai Masters, 2008 », sur YouTube
34. ↑  (en) [vidéo] « Ding Junhui, UK Championship, 2008 », sur YouTube
35. ↑  (en) [vidéo] « Stephen Hendry, World Championship, 2009 », sur YouTube
36. ↑  (en) [vidéo] « Neil Robertson, China Open, 2010 », sur YouTube
37. ↑  (en) [vidéo] « Ronnie O'Sullivan, World Open, 2010 », sur YouTube
38. ↑  (en) [vidéo] « Mark Williams, Rhein-Main Masters, 2010 », sur YouTube
39. ↑  (en) [vidéo] « Stephen Hendry, Welsh Open, 2011 », sur YouTube
40. ↑  (en) [vidéo] « Ronnie O'Sullivan, Paul Hunter Classic, 2011 », sur YouTube
41. ↑  (en) [vidéo] « Ricky Walden, PTC Event 10, 2011 », sur YouTube
42. ↑  (en) [vidéo] « Ding Junhui, PTC Event 1, 2011 », sur YouTube
43. ↑  (en) [vidéo] « Marco Fu, World Open Qualifying, 2012 », sur YouTube
44. ↑  (en) [vidéo] « Robert Milkins, World Championship Qualifying, 2012 », sur YouTube
45. ↑  (en) [vidéo] « Stephen Hendry, World Championship, 2012 », sur YouTube
46. ↑  (en) [vidéo] « Stuart Bingham, Wuxi Classic, 2012 », sur YouTube
47. ↑  (en) [vidéo] « John Higgins, Shanghai Masters, 2012 », sur YouTube
48. ↑  (en) [vidéo] « Tom Ford, Bulgarian Open, 2012 », sur YouTube
49. ↑  (en) [vidéo] « John Higgins, UK Championship, 2012 », sur YouTube
50. ↑  (en) [vidéo] « Ding Junhui, PTC Finals, 2013 », sur YouTube
51. ↑  (en) [vidéo] « Neil Robertson, Wuxi Classic Qualifying, 2013 », sur YouTube
52. ↑  (en) [vidéo] « Mark Selby, UK Championship, 2013 », sur YouTube
53. ↑  (en) [vidéo] « Shaun Murphy, Championship League, 2014 », sur YouTube
54. ↑  (en) [vidéo] « Shaun Murphy, Gdynia Open, 2014 », sur YouTube
55. ↑  (en) [vidéo] « Ronnie O'Sullivan, Welsh Open, 2014 », sur YouTube
56. ↑  (en) [vidéo] « Ryan Day, Haining Open, 2014 », sur YouTube
57. ↑  (en) [vidéo] « Shaun Murphy, Ruhr Open, 2014 », sur YouTube
58. ↑  (en) [vidéo] « Ronnie O'Sullivan, UK Championship, 2014 », sur YouTube
59. ↑  (en) [vidéo] « Barry Hawkins, Championship League, 2015 », sur YouTube
60. ↑  (en) [vidéo] « Marco Fu, Masters, 2015 », sur YouTube
61. ↑  (en) [vidéo] « Judd Trump, German Masters, 2015 », sur YouTube
62. ↑  (en) [vidéo] « David Gilbert, Championship League, 2015 », sur YouTube
63. ↑  (en) [vidéo] « Neil Robertson, UK Championship, 2015 », sur YouTube
64. ↑  (en) [vidéo] « Marco Fu, Gibraltar Open, 2015 », sur YouTube
65. ↑  (en) [vidéo] « Ding Junhui, Welsh Open, 2016 », sur YouTube
66. ↑  (en) [vidéo] « Fergal O'Brien, Championship League, 2016 », sur YouTube
67. ↑  (en) [vidéo] « Thepchaiya Un-Nooh, Paul Hunter Classic, 2016 », sur YouTube
68. ↑  (en) [vidéo] « Shaun Murphy, European Masters, 2016 », sur YouTube
69. ↑  (en) [vidéo] « John Higgins, Northern Ireland Open, 2016 », sur YouTube
70. ↑  (en) [vidéo] « Mark Davis, Championship League, 2017 », sur YouTube
71. ↑  (en) [vidéo] « Tom Ford, German Masters, 2017 », sur YouTube
72. ↑  (en) [vidéo] « Mark Davis, Championship League, 2017 », sur YouTube
73. ↑  (en) [vidéo] « Judd Trump, China Open, 2017 », sur YouTube
74. ↑  (en) [vidéo] « Liang Wenbo, English Open, 2017 », sur YouTube
75. ↑  (en) [vidéo] « Kyren Wilson, International Championship, 2017 », sur YouTube
76. ↑  (en) [vidéo] « Cao Yupeng, Scottish Open, 2017 », sur YouTube
77. ↑  (en) [vidéo] « Martin Gould, Championship League, 2018 », sur YouTube
78. ↑  (en) [vidéo] « Luca Brecel, Championship League, 2018 », sur YouTube
79. ↑  (en) [vidéo] « Ronnie O'Sullivan, China Open, 2018 », sur YouTube
80. ↑  (en) [vidéo] « Stuart Bingham, China Open, 2018 », sur YouTube
81. ↑  (en) [vidéo] « Liang Wenbo, World Championship, 2018 », sur YouTube
82. ↑  (en) [vidéo] « Thepchaiya Un-Nooh, English Open, 2018 », sur YouTube
83. ↑  (en) [vidéo] « Ronnie O'Sullivan, English Open, 2018 », sur YouTube
84. ↑  (en) [vidéo] « Mark Selby, Champion of champions, 2018 », sur YouTube
85. ↑  (en) [vidéo] « John Higgins, Scottish Open, 2018 », sur YouTube
86. ↑  (en) [vidéo] « Judd Trump, German Masters, 2019 », sur YouTube
87. ↑  (en) [vidéo] « David Gilbert, Championship League, 2019 », sur YouTube
88. ↑  (en) [vidéo] « Neil Robertson, Welsh Open, 2019 », sur YouTube
89. ↑  (en) [vidéo] « Noppon Saengkham, Welsh Open, 2019 », sur YouTube
90. ↑  (en) [vidéo] « Stuart Bingham, China Open, 2019 », sur YouTube
91. ↑  (en) [vidéo] « Tom Ford, International Championship, 2019 », sur YouTube
92. ↑  (en) [vidéo] « Tom Ford, English Open, 2019 », sur YouTube
93. ↑  (en) [vidéo] « Stuart Bingham, Northern Ireland Open, 2019 », sur YouTube
94. ↑  (en) [vidéo] « Barry Hawkins, UK Championship, 2019 », sur YouTube
95. ↑  (en) [vidéo] « Kyren Wilson, Welsh Open, 2020 », sur YouTube
96. ↑  (en) [vidéo] « Watch John Higgins score a 147 maximum break at World Snooker Championship in full – every shot », sur YouTube
97. ↑  (en) [vidéo] « 147! Ryan Day Makes A 147 At BetVictor Championship League Snooker », sur YouTube
98. ↑  (en) [vidéo] « 147! John Higgins makes 11th career 147 at BetVictor Championship League Snooker », sur YouTube
99. ↑  (en) [vidéo] « Shaun Murphy making his 6th career 147 breaks!!! », sur YouTube
100. ↑  (en) [vidéo] « Judd Trump made a maximum 147 break against Gao Yang in Round 2 », sur YouTube
101. ↑  (en) [vidéo] « Kyren Wilson's 147 break in FULL at the UK Championship », sur YouTube
102. ↑  (en) [vidéo] « Stuart Bingham's 147 break in FULL at the UK Championship », sur YouTube
103. ↑  (en) [vidéo] « Zhou Yuelong got his 2nd maximum in career », sur YouTube
104. ↑  (en) [vidéo] « 1ST MAXIMUM IN 2021! Stuart Bingham 147 vs Thepchaiya Un-Nooh Championship League Snooker 2021 », sur YouTube
105. ↑  (en) [vidéo] « Gary Wilson MAXIMUM! », sur YouTube
106. ↑  (en) [vidéo] « John Higgins 147! 12th Career Maximum », sur YouTube
107. ↑  (en) [vidéo] « Ali CARTER's Third Career 147! », sur YouTube
108. ↑  (en) [vidéo] « Xiao Guodong's First Official 147! », sur YouTube
109. ↑  (en) [vidéo] « Mark Allen's Super 147 Break! », sur YouTube
110. ↑  (en) [vidéo] « Thepchaiya Un-Nooh's Third Career 147 », sur YouTube
111. ↑  (en) [vidéo] « Gary Wilson hits maximum 147 break at UK Championship 2021 », sur YouTube
112. ↑  (en) [vidéo] « Judd Trump claims 6th career 147 in 1st ever Turkish Masters final », sur YouTube
113. ↑  (en) [vidéo] « A beauty! Stuart Bingham produces a 147 break at the 2022 Gibraltar Open », sur YouTube
114. ↑  (en) [vidéo] « Every Ball Of Graeme Dott's 147! », sur YouTube
115. ↑  (en) [vidéo] « WHAT A MOMENT! Neil Robertson makes maximum 147 break against Jack Lisowski », sur YouTube
116. ↑  (en) [vidéo] « Zhang Anda Makes BRILLIANT 147 For The First Time! », sur YouTube
117. ↑  (en) [vidéo] « Hossein Vafaei's FIRST 147 Break! », sur YouTube
118. ↑  (en) [vidéo] « Mark Selby makes the fourth 147 maximum break of his career in his win over Jack Lisowski », sur YouTube
119. ↑  (en) [vidéo] « Marco Fu Makes Stunning 147 In A Decider vs John Higgins! », sur YouTube
120. ↑  (en) [vidéo] « Judd Trump makes 147 vs Ronnie O'Sullivan in 2022 Champion of Champions Final », sur YouTube
121. ↑  (en) [vidéo] « Judd Trump hits an UNBELIEVABLE 8th career 147 at Scottish Open », sur YouTube
122. ↑  (en) [vidéo] « Mark Williams' Third Career 147 », sur YouTube
123. ↑  (en) [vidéo] « Robert Milkins Achieves 147 PERFECTION! », sur YouTube
124. ↑  (en) [vidéo] « Shaun Murphy Makes Maximum 147 One Frame After 145 Break », sur YouTube
125. ↑  (en) [vidéo] « Thepchaiya Un Nooh's Fourth Career 147 », sur YouTube
126. ↑  (en) [vidéo] « RYAN DAY 147! Sensational Maximum Break vs Mark Selby [QF] », sur YouTube
127. ↑  (en) [vidéo] « KYREN WILSON 147! 2023 Cazoo World Championship », sur YouTube
128. ↑  (en) [vidéo] « SELBY MAGIC! The First 147 Break In A World Championship Final! », sur YouTube
129. ↑  (en) [vidéo] « STUNNING 147 Break From Sean O'Sullivan At European Masters Qualifying! », sur YouTube
130. ↑  (en) [vidéo] « Ryan Day Hits a 147 Break In International Championship qualifying », sur YouTube
131. ↑  (zh) [vidéo] « Zhang Anda a marqué 147 points en finale », sur YouTube
132. ↑  (en) [vidéo] « Xu Si JOINS the 147 club! », sur YouTube
133. ↑  (en) [vidéo] « FIRST EVER SHOOT OUT 147 from Shaun Murphy! », sur YouTube
134. ↑  (en) [vidéo] « 147 MAXIMUM BREAK for Ding Junhui against Ronnie O'Sullivan », sur YouTube
135. ↑  (en) [vidéo] « MAXIMUM 147 BREAK for Mark Allen », sur YouTube
136. ↑  (en) [vidéo] « Kyren Wilson Makes AMAZING 147! BetVictor Championship League 2024 », sur YouTube
137. ↑  (en) [vidéo] « JOHN HIGGINS BREAK 147 IN THREE MINUTES ! », sur YouTube
138. ↑  (en) [vidéo] « Gary Wilson hits maximum 147 break at 2024 Welsh Open », sur YouTube
139. ↑  (en) [vidéo] « 200TH PRO MAXIMUM Joe O’Connor 147 vs Elliot Slessor », sur YouTube
140. ↑  (en) [vidéo] « Zak Surety 147! », sur YouTube
141. ↑  (en) [vidéo] « Noppon Saengkham makes a 147 in the 2024 World Championship qualifying! », sur YouTube
142. ↑  (en) [vidéo] « NOPPON SAENGKHAM MAKES A 147! », sur YouTube
143. ↑  (en) [vidéo] « Fan Makes 147 To Reach Last 64 In Brentwood! », sur YouTube
144. ↑  (en) [vidéo] « Allen Makes Fourth Career MAXIMUM! », sur YouTube
145. ↑  (en) [vidéo] « INCREDIBLE 147 Judd Trump vs Si Jiahui 2024 Wuhan Snooker Open Highlights », sur YouTube
146. ↑  (en) [vidéo] « Xu Si's SECOND Career 147 », sur YouTube
147. ↑  (en) [vidéo] « ZHANG ANDA MAKES AMAZING 147! Victorian Plumbing UK Championship 2024 », sur YouTube
148. ↑  (en) [vidéo] « Jak Jones Makes His First-Ever 147! 2025 BetVictor Championship League Snooker », sur YouTube
149. ↑  (en) [vidéo] « Shaun Murphy 147 Delights London Crowd! », sur YouTube
150. ↑  (en) [vidéo] « DAVID GILBERT MAKES INCREDIBLE 147! BetVictor Championship League Snooker Invitational », sur YouTube
151. ↑  (en) [vidéo] « MARK SELBY MAKES MAXIMUM! BetVictor Championship League Invitational 2025 », sur YouTube
152. ↑  (en) [vidéo] « XU SI MAKES 147! BetVictor Welsh Open 2025 Qualifiers », sur YouTube
153. ↑  (en) [vidéo] « MURPHY AT THE MAX AGAIN! Shaun Murphy 147 vs Zhou Jinhao », sur YouTube
154. ↑  (en) [vidéo] « Jackson Page Hits First-Ever 147 in 7 Minutes! », sur YouTube
155. ↑  (en) [vidéo] « £147K BREAK! Page Unlocks 147 Bonus With Two In A Single Match! », sur YouTube
156. ↑  (en) [vidéo] « Mark ALLEN 147 Wins Lucky Fan £25k! », sur YouTube
157. ↑  (en) [vidéo] « Fan Zhengyi Hits 147 in BetVictor Championship League Ranking Event », sur YouTube
158. ↑  (en) [vidéo] « Zhang Anda Scores 147 MAXIMUM BREAK! 2025 Shanghai Masters Snooker Highlights », sur YouTube
159. ↑  (en) [vidéo] « THEPCHAIYA UN NOOH MAKES 147! Saudi Arabia Snooker Masters 2025 », sur YouTube
160. ↑  (en) [vidéo] « ROCKET AVEC UN MAX Ronnie O’Sullivan fait 147 points contre Chris Wakelin », sur YouTube
161. ↑  (en) [vidéo] « 147 de plus ! Deuxième max pour Ronnie O'Sullivan dans le même match contre Wakelin », sur YouTube
162. ↑  (en) [vidéo] « Marco Fu 148 break », sur YouTube